# Z – det bästa med Monica Zetterlund
Z – det bästa med Monica Zetterlund är en dubbel-CD med samlade spår av jazzsångerskan Monica Zetterlund och gavs ut 16 november 2005.

## Låtlista

### CD 1
1. Att angöra en brygga (Text: Hans Alfredson, Tage Danielsson – musik: Lars Färnlöf) – 2:34
2. Gröna små äpplen (Bobby Russell – svensk text: Stikkan Anderson) – 3:44
  - Originaltitel: Little Green Apples
3. Sakta vi gå genom stan (Musik: Fred E. Ahlert – svensk text: Beppe Wolgers) – 3:18
  - Originaltitel: Walking My Baby Back Home
4. Jag tror på dej (Musik: Frank Loesser – svensk text: Stig Bergendorff, Gösta Bernhard) – 2:26
  - Originaltitel: I Believe in You
5. Mister Kelly (Owe Thörnqvist) – 2:50
6. Stick iväg Jack (Percy Mayfield – svensk text: Beppe Wolgers) – 1:47
  - Originaltitel: Hit the Road Jack
7. Trubbel (Olle Adolphson) – 4:22
8. Farfars vals (Text: Beppe Wolgers – musik: Lars Färnlöf) – 2:24
9. Monicas vals (Musik: Bill Evans – svensk text: Beppe Wolgers) – 3:27
  - Originaltitel: Waltz for Debby
10. I New York (Musik: Paul Desmond – svensk text: Beppe Wolgers) – 2:14
  - Originaltitel: Take Five
11. Come Rain or Come Shine (Text: Johnny Mercer – musik: Harold Arlen) – 4:38
12. Once Upon a Summertime (Musik: Eddie Barclay, Michel Legrand – engelsk text: Johnny Mercer) – 3:00
  - Originaltitel: La Valse Des Lilas
13. Men tiden går (Herman Hupfeld – svensk text: Hans Alfredson, Tage Danielsson) – 5:10
  - Originaltitel: As Time Goes By
14. En slump (Musik: Richard Rodgers – svensk text: Tage Danielsson) – 4:33
  - Originaltitel: Bewitched, Bothered and Bewildered
15. Donna Juanita (Musik: Franz Schubert – svensk text: Hans Alfredson, Tage Danielsson) – 4:52
  - Taget från Franz Schubert 6:e symfoni, 2:a satsen
16. Svart-vit calypso (Musik: Jeremy Taylor – svensk text: Beppe Wolgers) – 3:45
  - Originaltitel: Black-White Calypso
17. Some Other Time (Text: Betty Comden, Adolph Green – musik: Leonard Bernstein) – 5:32
18. Visa från Utanmyra (Text: Björn Lindroth – musik: Trad.) – 2:41
19. En gång i Stockholm (Text: Beppe Wolgers – musik: Bobbie Ericson) – 3:04
20. Var blev ni av (Gloria Sklerov, Harry Lloyd – svensk text: Hans Alfredson, Tage Danielsson) – 5:04
  - Originaltitel: Where Did They Go

### CD 2
1. Bedårande sommarvals (Musik: Toots Thielemans – svensk text: Hans Alfredson, Tage Danielsson) – 3:10
  - Originaltitel: Bluesette
2. Love for Sale (Cole Porter) – 3:34
3. Sweet Georgie Fame (Musik: Blossom Dearie, Sandra Harris – svensk text: Stig Claesson) – 3:19
4. It's All-Right With Me(C. Porter) – 2:21
5. Don't be That Way (Benny Goodman, Edgar Sampson, Mitchell Parish) – 2:12
6. I'm a Fool to Want You (Joel Herron, Jack Wolf, Frank Sinatra) – 3:08
7. Ack, Värmeland du sköna (Text: Anders Fryxell, Fredrik August Dahlgren – musik: Trad.) – 2:38
8. När min vän (Owe Thörnqvist) – 3:02
9. Jag vet en dejlig rosa (Trad, arr Bill Evans) – 2:50
10. Visan om mina vänner (Text: Beppe Wolgers – musik: Povel Ramel) – 3:30
11. Den sista jäntan (Povel Ramel) – 6:09
12. Siv Larssons dagbok (Musik: Antonio Carlos Jobim – svensk text: Tage Danielsson) – 2:10
  - Originaltitel: Chega de Saudade
13. What Are We Waiting For (Okänd) – 2:56
14. Sommarregn (Musik: Luiz Bonfá – svensk text: Lars Nordlander) – 3:19
  - Originaltitel: The Gentle Rain
15. It Could Happen to You (Text: Johnny Burke – musik: Jimmy Van Heusen) – 3:01
16. I morron (Musik: Bruno Martino – svensk text: Hans Alfredson) – 5:27
  - Originaltitel: Estate
17. Vad tänker han på? (Olle Adolphson) – 5:24
18. Under vinrankan (Peter R. Ericson) – 4:16
19. Ska nya röster sjunga (Mikael Wiehe) – 4:15
20. Underbart är kort (Povel Ramel) – 4:15